# 3 Words
 (juin 2012).
Si vous disposez d'ouvrages ou d'articles de référence ou si vous connaissez des sites web de qualité traitant du thème abordé ici, merci de compléter l'article en donnant les références utiles à sa vérifiabilité et en les liant à la section « Notes et références ».
Albums de Cheryl Cole
Messy Little Raindrops
(2010)
Singles
1. Fight for This Love
Sortie : 2009
2. 3 Words
Sortie : 2009
3. Parachute
Sortie : 2010

3 Words est le premier album solo de Cheryl Cole, membre des Girls Aloud. Il est sorti le 23 octobre 2009 au Royaume-Uni.
L'album s'est écoulé à plus d'un million d'exemplaires.
Il comprend 11 titres dont 4 featurings avec Will.i.am et un duo avec Taio Cruz.

Plusieurs extraits ont servi de singles: Fight for This Love, 3 Words et Parachute.

## Liste des titres
| No  | Titre                              | Auteur                                                          | Producteur(s)                 | Durée |
| --- | ---------------------------------- | --------------------------------------------------------------- | ----------------------------- | ----- |
| 1.  | 3 Words (featuring will.i.am)      | William Adams, George Pajon, Cheryl Cole                        | will.i.am                     | 4:34  |
| 2.  | Parachute                          | Ingrid Michaelson, Marshall Altman                              | Syience                       | 3:40  |
| 3.  | Heaven (featuring will.i.am)       | Adams, Cole, Stacy Barthe, George Pajon                         | will.i.am                     | 4:37  |
| 4.  | Fight for This Love                | Andre Merritt, Wayne Wilkins, Steve Kipner                      | Wayne Wilkins, Steve Kipner   | 3:43  |
| 5.  | Rain on me                         | Louis Biancaniello, Olivia Waithe, Kipner                       | Wayne Wilkins, Samuel Watters | 3:50  |
| 6.  | Make me cry                        | Adams, Cole, Caleb Speir                                        | will.i.am                     | 4:35  |
| 7.  | Happy hour                         | Carsten Schack, Kenneth Karlin, Kenan C. Ulusoy, Priscila Renea | Soulshock & Karlin            | 4:06  |
| 8.  | Stand up (featuring Taio Cruz)     | Taio Cruz, Fraser T. Smith                                      | Taio Cruz, Fraser T. Smith    | 3:26  |
| 9.  | Don't talk about this love         | Chris Braide, Nikola Rachelle                                   | Syience                       | 3:47  |
| 10. | Boy like you (featuring will.i.am) | Adams, Cole                                                     | will.i.am                     | 4:31  |
| 11. | Heartbreaker                       | Adams                                                           | will.i.am                     | 3:15  |